# Foppenplas

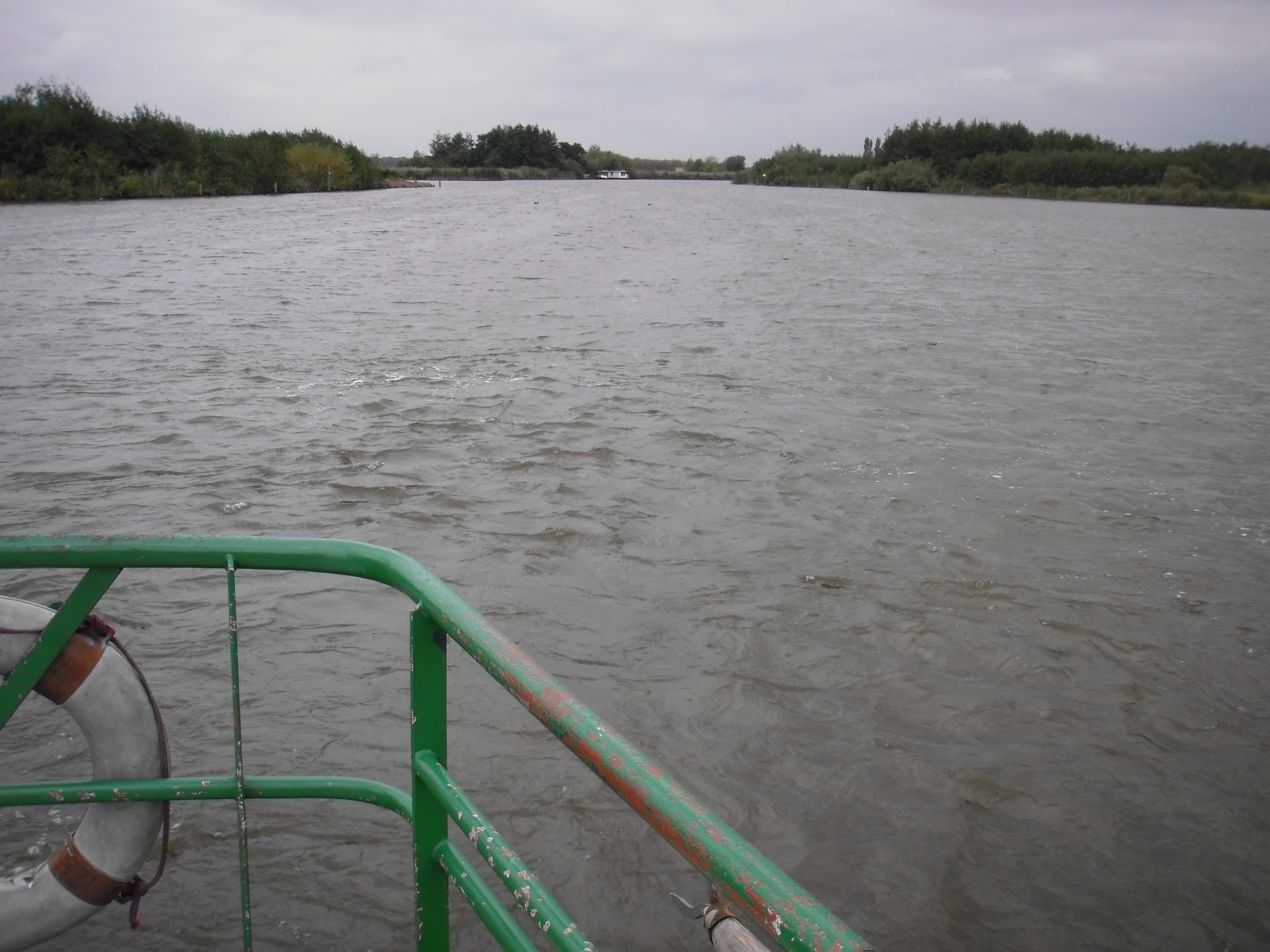
Foppenplas (2009)

De Foppenplas is een plas van ongeveer 500 meter bij 400 meter in het recreatiegebied Midden Delfland.
De plas ligt aan de Noordvliet, Middelvliet en de Boonervliet. Aan de noordkant van de plas liggen een jachthaven en een eetcafé. De plas is ontstaan doordat in 1989 een deel van de Foppenpolder onder water is gezet ten behoeve van de waterrecreatie.